# La Géripont
La Géripont (Waals: Djeripont) is een gehucht in de Belgische provincie Luxemburg in de deelgemeente Auby-sur-Semois van Bertrix. Tot 1899 hoorde het bij de toenmalige gemeente Cugnon, thans ook een deelgemeente van Bertrix.
De rivier Les Aleines, een bijrivier van de Semois, doorkruist La Géripont.
Deelgemeenten: Auby-sur-Semois · Bertrix · Cugnon · Jehonville · Orgeo

Overige dorpen: Acremont · Assenois · Biourge · Blanchoreille · Glaumont · La Flèche · La Géripont · Luchy · Mortehan · Nevraumont · Rossart · Sart · Thibauroche

Belgische gemeenten · Arrondissement Neufchâteau · Luxemburg · Wallonië